# Källmyrtjärnen (Bräcke socken, Jämtland, 696350-148522)
Källmyrtjärnen är en sjö i Bräcke kommun i Jämtland och ingår i Ljungans huvudavrinningsområde.